# マートル・アベニュー駅 (BMTジャマイカ線)
マートル・アベニュー駅（マートル・アベニュー - ブロードウェイ駅とも）はニューヨーク市地下鉄BMTジャマイカ線の急行停車駅である。ブルックリンのマートル・アベニュー - ブロードウェイ交差点にあり、J系統およびM系統が終日、Z系統がラッシュ時の混雑方向に運行されている。二層構造の高架駅であるが、客扱いが行われているのは下層ホームのみである。上層ホームはBMTマートル・アベニュー線のもので、かつてはブルックリン橋経由でダウンタウン・ブルックリンおよびロウアー・マンハッタンまで運行されていたが、当駅からマンハッタン側の区間は廃止されている。駅のすぐ東にはBMTマートル・アベニュー線とBMTジャマイカ線を結ぶ渡り線が設けられている。

## 駅構造
| 3F | 旧 南行線                                  | 路床のみ |
| 3F | 島式ホーム（廃止）                         | |
| 3F | 旧 北行線                                  | 路床のみ |
| 2F | 西行線                                     | ← 平日午前以外：ブロード・ストリート駅行き（フラッシング・アベニュー駅） ← 平日：71番街駅行き（フラッシング・アベニュー駅） ← 休日：エセックス・ストリート駅行き（フラッシング・アベニュー駅） |
| 2F | 島式ホーム、到着番線に応じた側のドアが開く | |
| 2F | 中央線                                     | ← 平日午前：ブロード・ストリート駅行き（マーシー・アベニュー駅） ← 朝ラッシュ：ブロード・ストリート駅行き（マーシー・アベニュー駅） → 平日午後：ジャマイカ・センター-パーソンズ/アーチャー駅行き（コシチュシコ・ストリート駅）→ 夕ラッシュ：ジャマイカ・センター-パーソンズ/アーチャー駅行き（ゲイツ・アベニュー駅）→ 深夜帯：メトロポリタン・アベニュー駅行き（セントラル・アベニュー駅）→ （定期列車なし：ジャマイカ線ブロードウェイ・ジャンクション駅）→ |
| 2F | 島式ホーム、到着番線に応じた側のドアが開く | |
| 2F | 東行線                                     | → 平日午後以外：ジャマイカ・センター-パーソンズ/アーチャー駅行き（コシチュシコ・ストリート駅）→ 深夜帯以外：メトロポリタン・アベニュー駅行き（セントラル・アベニュー駅）→ |
| 1F | 改札階                                     | 改札口、駅員詰所、メトロカード自動券売機 |
| G  | 地上階                                     | 出入口 |

### 下層ホーム
下層ホームは1888年9月16日に開業した2面3線の島式ホームである。中央の線路はJ系統・Z系統の平日ラッシュ時の急行運転と、深夜帯の当駅-ミドル・ヴィレッジ-メトロポリタン・アベニュー駅間のシャトル運行で使われる。それ以外の時間は、すべての列車が外側の緩行線を走行する。当駅より東ではJ系統・Z系統ともBMTジャマイカ線の緩行線を走ってクイーンズ区へ向かう。M系統はS字カーブでBMTマートル・アベニュー線に合流し、メトロポリタン・アベニュー駅に向かっている。この渡り線はニューヨーク市地下鉄ではほとんど見られなくなった平面交差区間で、分岐器が設けられた営業線という意味でも希少である。この平面交差は運行上のボトルネックにもなっている。
近くにあるマートル-ワイコフ・アベニュース駅と区別するため、車内放送では「マートル・アベニュー-ブロードウェイ駅」とアナウンスされる。
グリーンに塗られた支柱とフレームで支えられた茶色の屋根が両端の一部を除いてホーム全体に架けられている。駅名標はニューヨーク市地下鉄標準の黒地に白文字のものである。
駅舎はBMTマートル・アベニュー線の高架下に設けられている。各ホームから階段でホーム下連絡通路に下り、クイーンズ方面側の短い階段を上がると駅舎の待合室に出る。改札を抜けるとトークン・ブースがあり、2本の階段でマートル・アベニュー-ブロードウェイ交差点の北東角および北西角に下りることができる。
ヴァーナ・ハート（Verna Hart）が1999年に制作した Jammin' Under the El というステンドグラス作品が駅舎やホームの標示板に掲げられている。これは音楽に関連した様々な情景を描いたものである。

### 上層ホーム

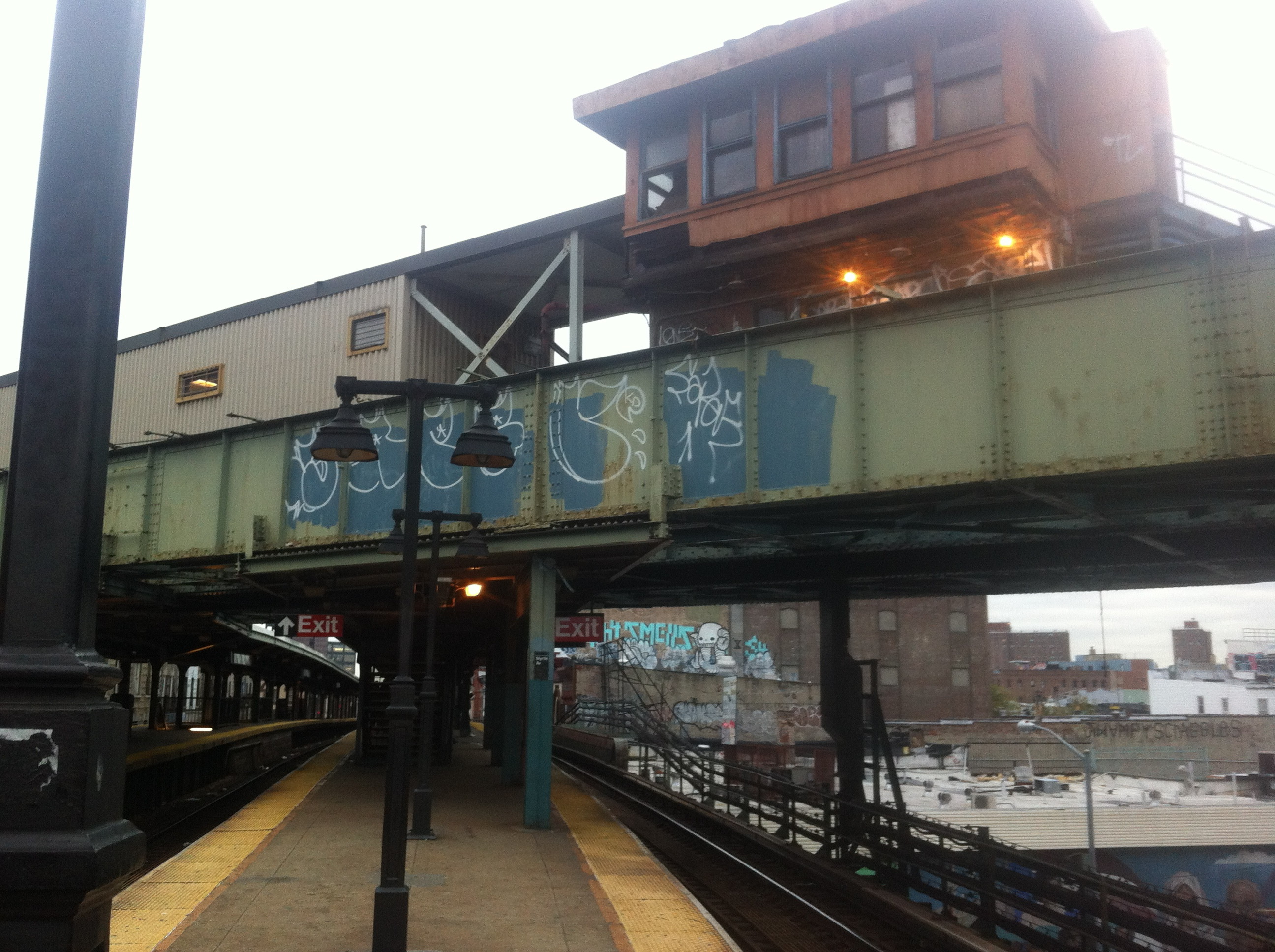
廃止された上層ホーム

上層ホームは1889年4月27日にBMTマートル・アベニュー線からBMTジャマイカ線への乗換駅として開業した。上層ホームを「ブロードウェイ駅」とした看板もある。近隣にあったスタイベサント・アベニュー駅は、上層ホームの開業に伴って廃止された。1面2線の島式ホームを有し、下層の2本のホームに下りる階段が設けられている。BMTマートル・アベニュー線は1889年7月21日にマートル-ワイコフ・アベニュース駅まで延伸されたが、ブロードウェイ駅 - ブリッジ-ジェイ・ストリーツ駅間は1969年10月4日に廃止され、ニューヨーク市バスB54系統に置き換えられた。

## 外部リンク

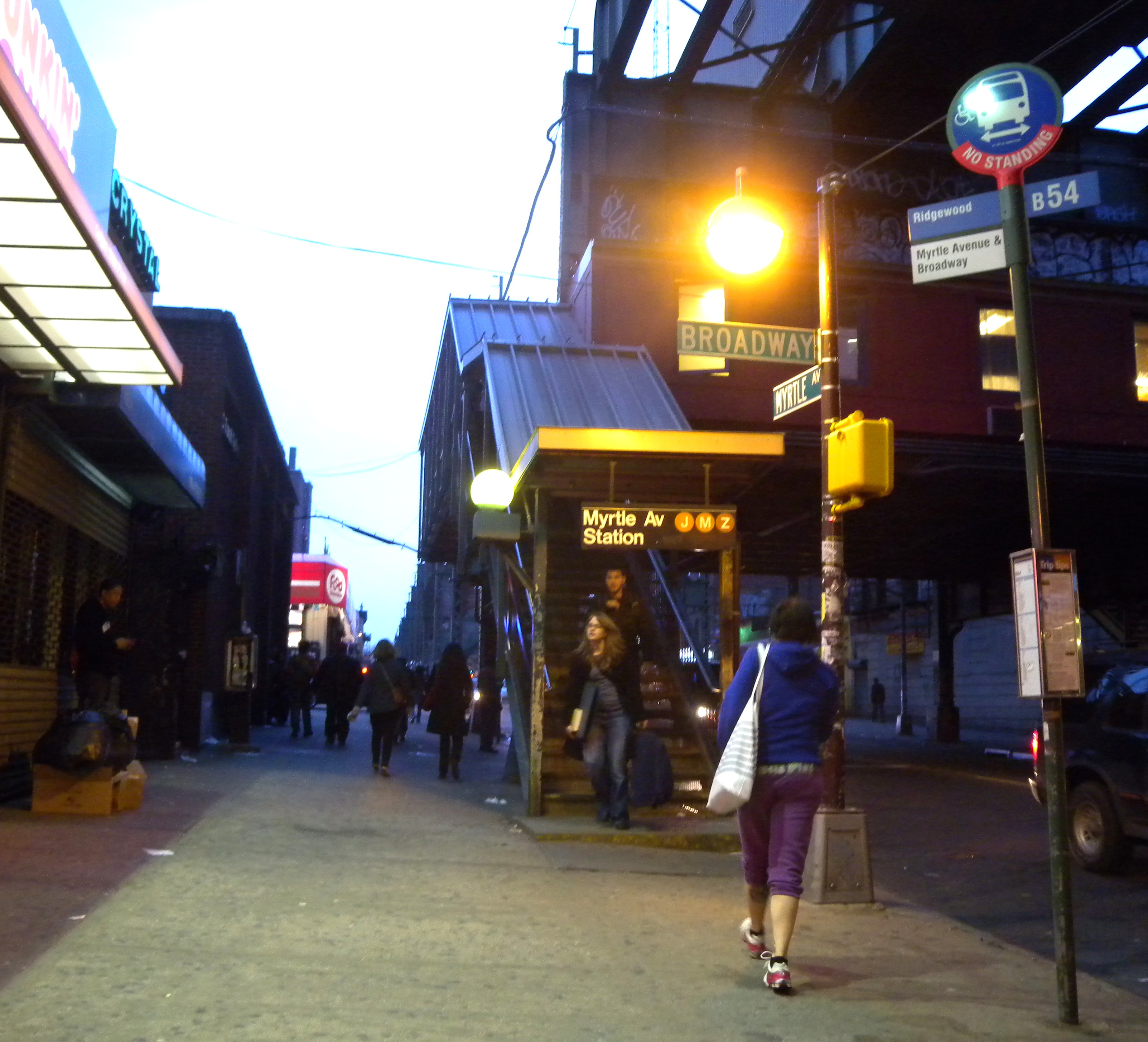
駅入口

## 注
1. 1 2  M系統の「上り線」「下り線」に合わせており、実際の方向とは異なる。M系統の西行（東行）線はJ系統・Z系統では南行（北行）線となる。
2. ↑  平日混雑方向の と、深夜帯ののみ使用。